# Agaricus comtulus
Agaricus comtulus (Elias Magnus Fries, 1838), sin. Psalliota comtula (Elias Magnus Fries, 1838 ex Lucien Quélet, 1872), din încrengătura Basidiomycota, în familia Agaricaceae și de genul Agaricus, este o specie saprofită de ciuperci comestibile. O denumire populară nu este cunoscută. Buretele, devenit foarte rar, clasificat în [[Lista roșie a lista roșie română drept specie vulnerabilă (specie potențial periclitată), trăiește în România, Basarabia și Bucovina de Nord de la câmpie la munte, în grupuri precum cercuri de vrăjitoare, în zone cu iarbă, prin grădini, parcuri, fânațe, pășuni și la margini de stradă. Timpul apariției este din (august) septembrie până în octombrie (noiembrie).

## Taxonomie

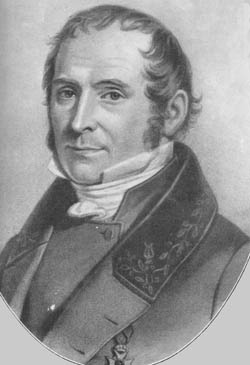
E. Fries

Numele binomial a fost determinat de marele savant suedez Elias Magnus Fries drept Agaricus comtulus în cartea sa Epicrisis systematis mycologici, seu synopsis hymenomycetum din 1838 care este și numele curent valabil (2021).
Trebuie menționat, că taxonul a fost schimbat de cunoscutul micolog francez  Lucien Quélet în Psalliota comtula în publicația sa în Mémoires de la Société d'Émulation de Montbéliard din 1872 care, după publicare, a fost denumirea favorizată până în anii 90 al secolului trecut, când s-a revenit la taxonul lui Fries, fiind ăla mai vechi.  
Toate celelalte încercări de redenumire sunt acceptate sinonim.
Epitetul specific este derivat din cuvântul latin (latină comptus=asamblare, ornamentare, podoaba capului referitor la păr, bucle), datorită aspectul pălăriei.

## Descriere

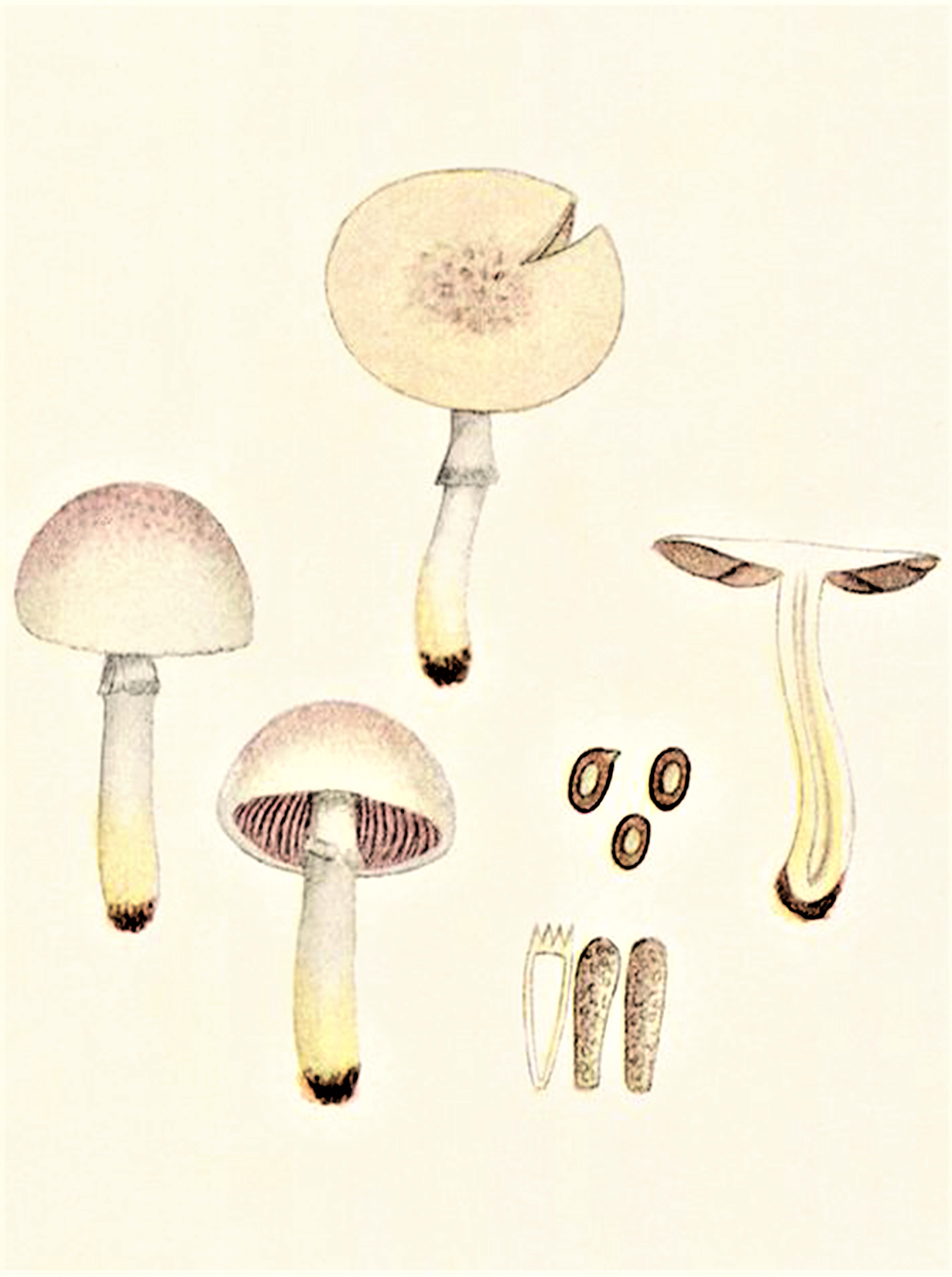
Bres.: Psalliota comtula

- Pălăria: are un diametru de 2-5 (6) cm, este amenajată central peste picior și destul de cărnoasă pentru mărimea ei, este inițial emisferică cu marginea răsucită, ațoasă, fin franjurată, apoi convexă până turtit conică și în sfârșit aplatizată de obicei cu o scobitură ombilicală în mijloc și ocazional slab ondulată. Cuticula uscată, mătăsoasă, aproape fin păroasă, niciodată canelată devine în vârstă goală cu fibre radiale spre margine, coloritul fiind alb atât timp ce ciuperca este mai tânără, dar îngălbenește cu timpul, devenind în centru roz-gălbui.
- Lamelele: care nu se pot îndepărta de pălărie sunt lungi și intercalate cu lameluțe mai scurte, peste medie aglomerate, subțiri și libere, cu muchii mai deschise și sub lupă fin dințate. Coloritul în tinerețe pal gri schimbă repede în roz deschis până gri-roz, pentru a deveni la bătrânețe brun închis, aproape brun-negricios.
- Piciorul: ușor de separat de pălărie de 3-6 (7) cm lungime și până la 1 cm grosime lățime este ceva fibros, ferm, cilindric, uneori cu baza puțin îngroșată, plin, devenind doar la bătrânețe tubular pe dinăuntru. Suprafața mătăsoasă până foarte fin solzoasă, marmorată mai ales sub inel, este inițial albicioasă primind la bătrânețe nuanțe maronii, la bază slab gălbuie. Prezintă un inel alb, subțire, atârnând și trecător. Uneori se pot observa resturile lui atașate de tulpină.
- Carnea: albă, spre bază gălbuie, este fermă, pentru mărimea ciuperci destul de cărnoasă, mirosul fiind preponderent inodor până maximal slab de ciuperci, dar niciodată de anason sau fenol, iar gustul blând și plăcut.[4][5][6]
- Caracteristici microscopice: are spori netezi și ovoidali până lat elipsoidali, în interior de culoarea scorțișoarei cu nucleul centrul alb, având pereți groși, o anexă ilară discretă și pori germinali neevidențiați precum o dimensiune cuprinsă între 4-5 (6) x 3,5-4,5 microni. Coloritul pulberii este brun-purpuriu. Basidiile clavate cu câte 4 sterigme fiecare măsoară 20-25 x 6-7 microni.[10][11]
- Reacții chimice: cuticula și coaja piciorului se decolorează cu hidroxid de potasiu galben și carnea cu tinctură de Guaiacum încet albăstrui, mai departe arată o reacție negativă la "Testul Schaeffer" cu aria periferială portocalie până roșu-portocalie.[12][13] Acest test a fost dezvoltat de micologul german Julius Schäffer (1882-1944) pentru a ajuta la identificarea speciilor Agaricus, folosind reacția  anilinei și acidului azotic pe suprafața bureților.[14]

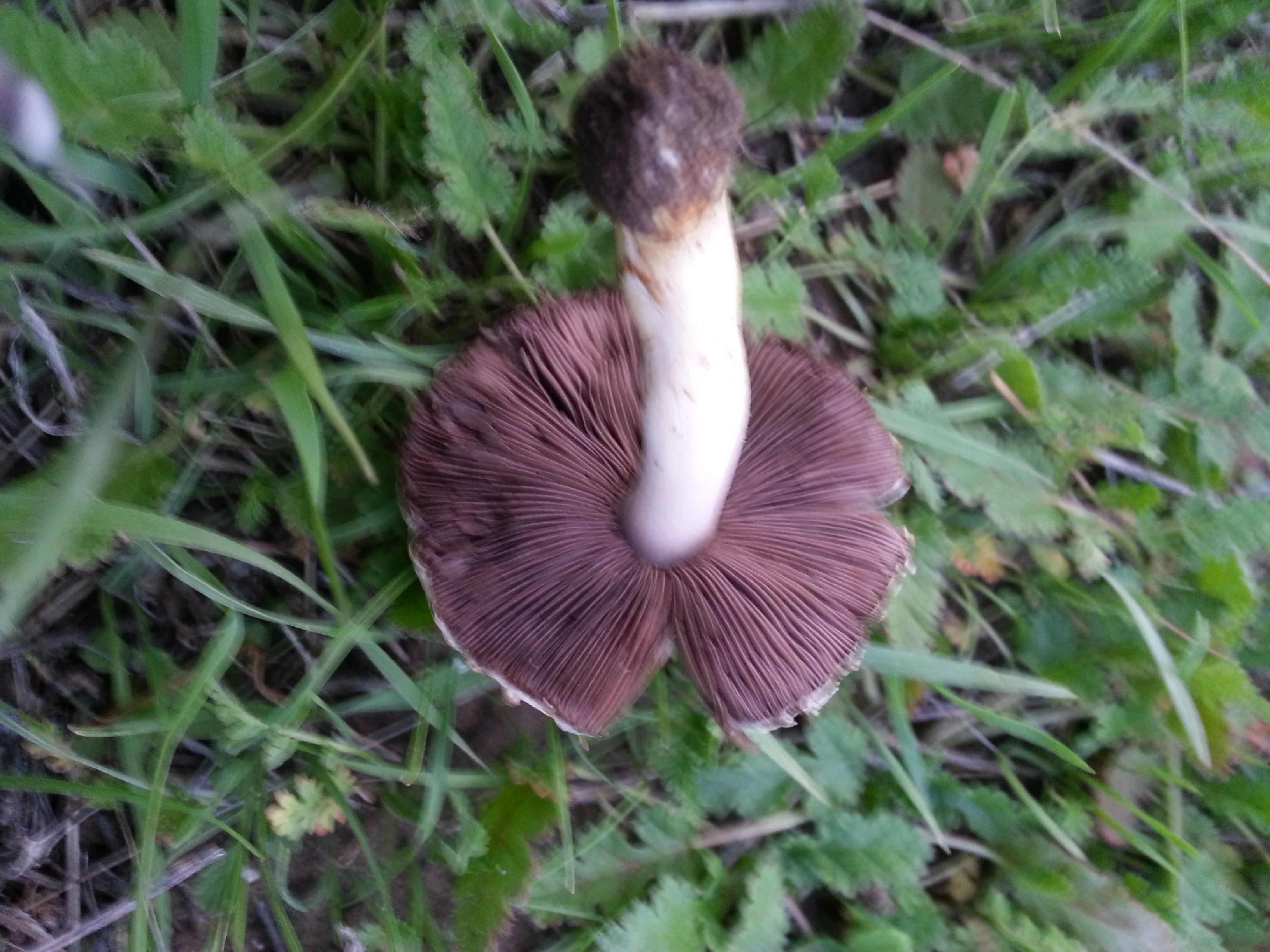
A. comtulus, lamele și picior
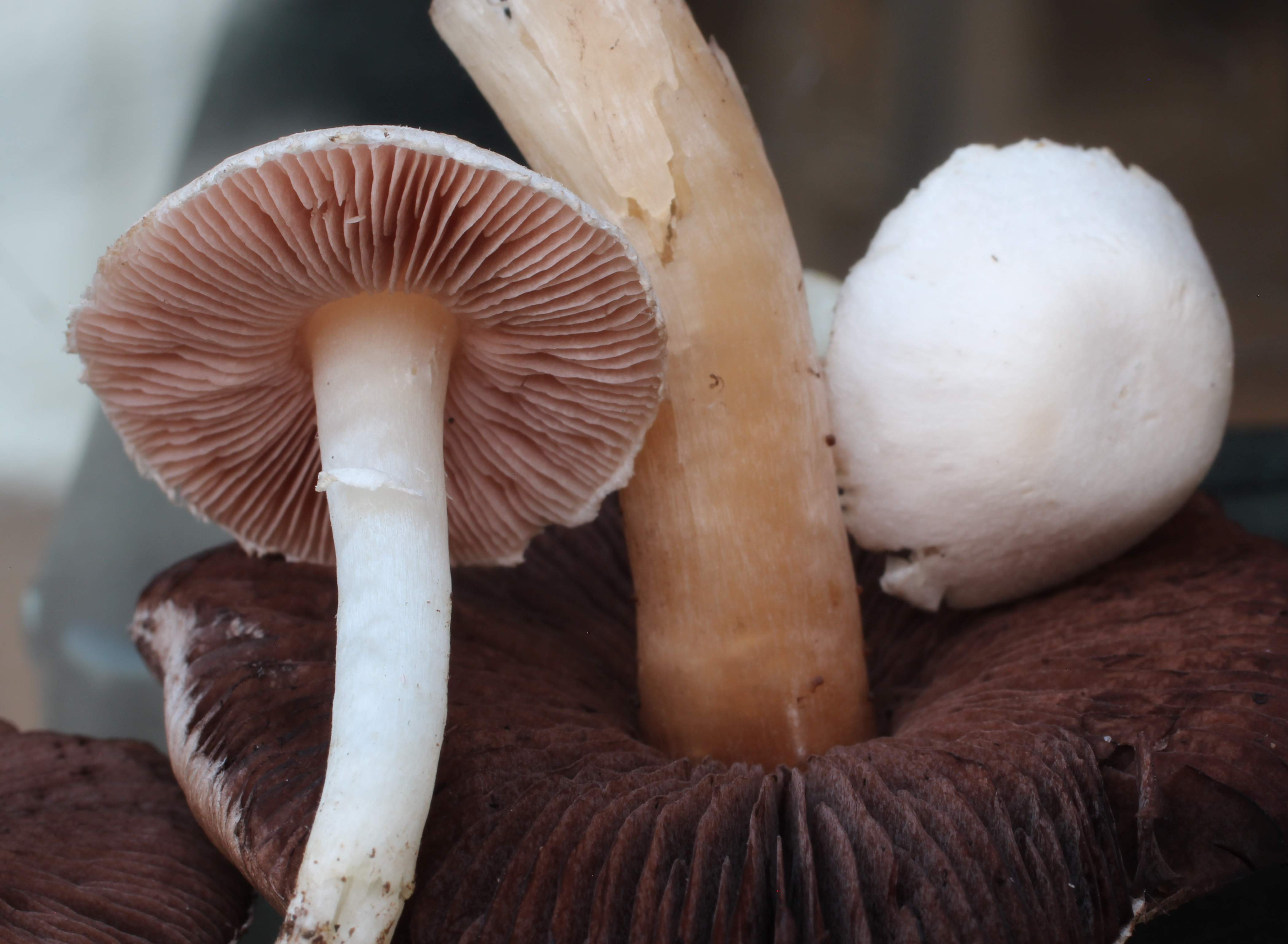
A. comtulus tineri și bătrân
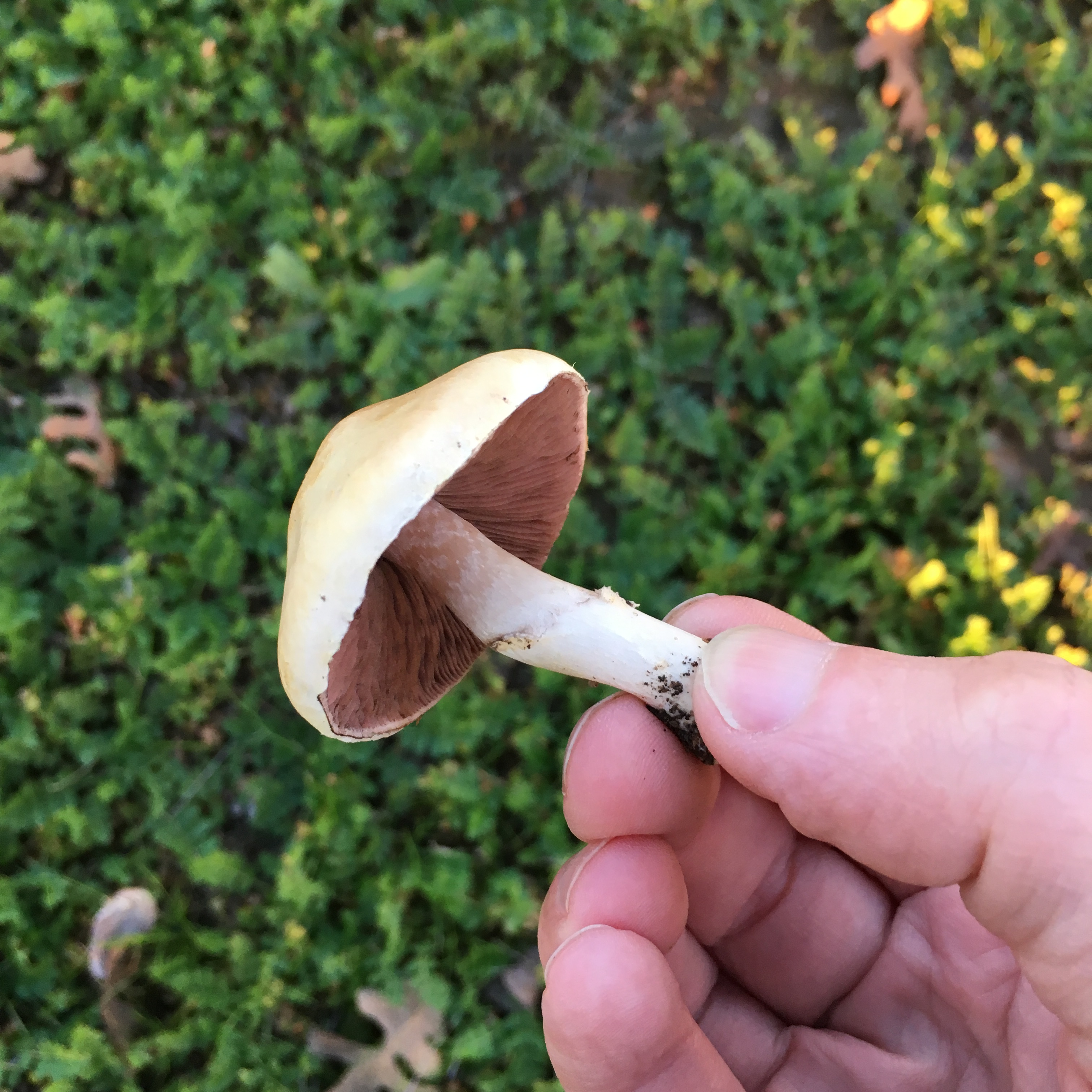
A. comtulus mai tânăr, aspect general

## Confuzii
Buretele poate fi confundat între altele cu suratele lui tot comestibile Agaricus dulcidulus sau Agaricus lutosus + imagine, Agaricus abruptibulbus, cu Agaricus albolutescens, cu forme mici sau tinere ale Agaricus arvensis, Agaricus campestris, Agaricus langei sin. Agaricus mediofuscus, Agaricus silvaticus, dar, de asemenea, cu specii otrăvitoare ca de exemplu Agaricus bresadolanus (otrăvitor), Agaricus placomyces, Agaricus pseudopratensis (carnea pălăriei se îngălbenește tare la leziune), Agaricus xanthodermus, și Lepiota cristata.

## Specii asemănătoare în imagini

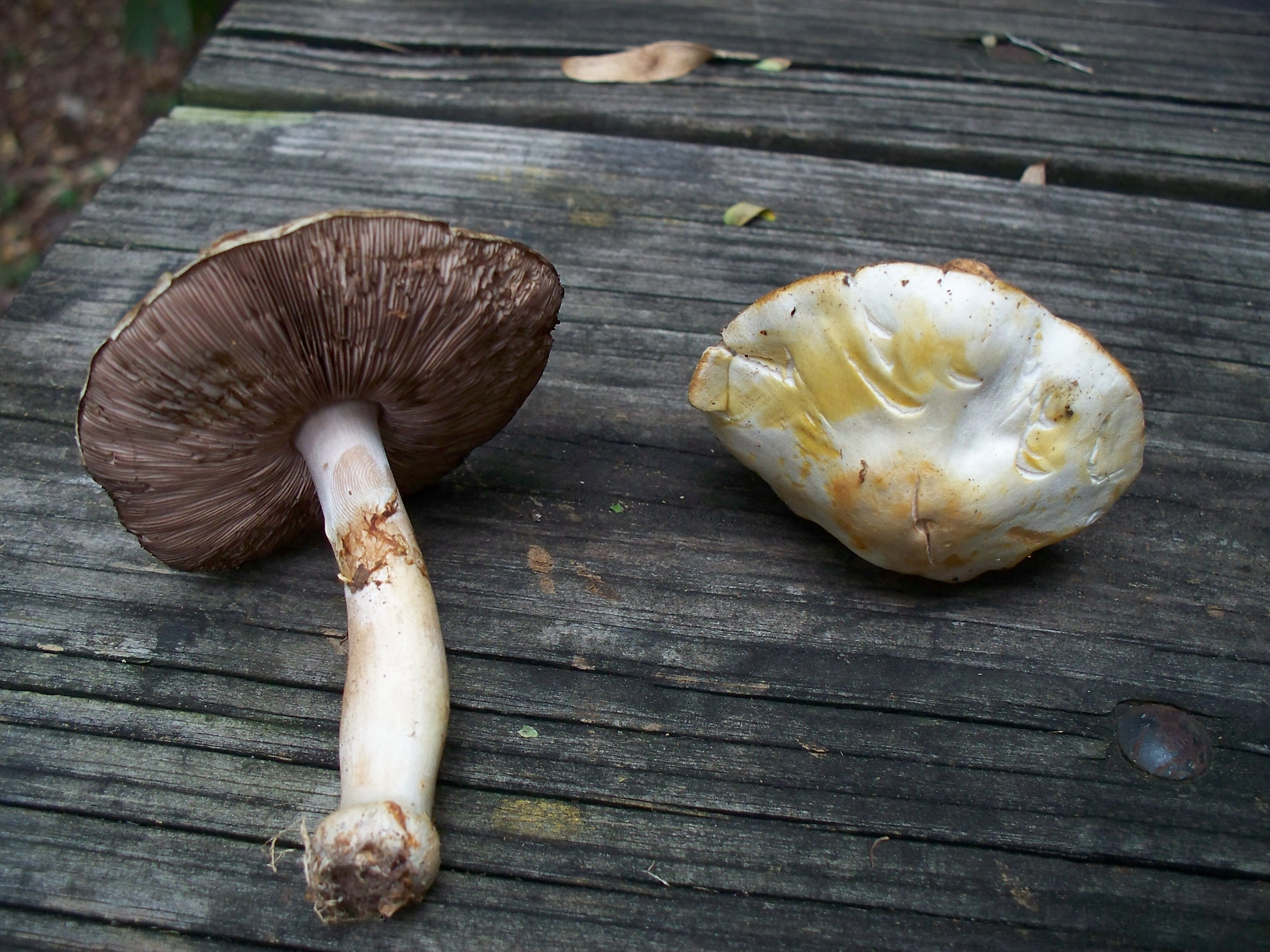
Agaricus abruptibulus
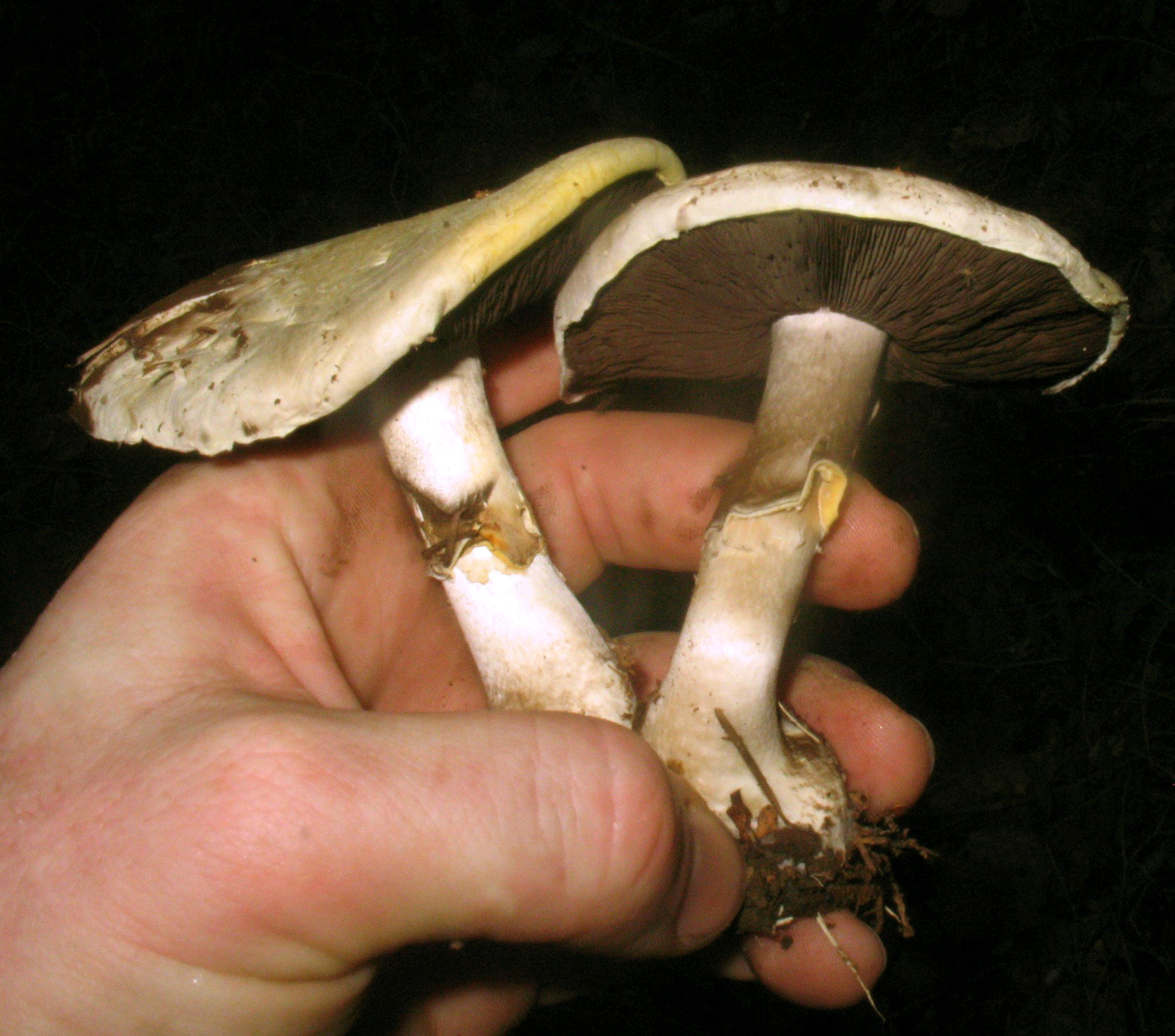
Agaricus albolutescens
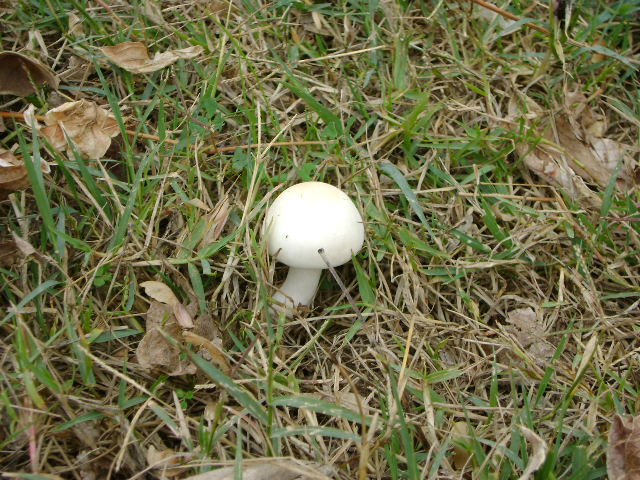
Agaricus arvensis
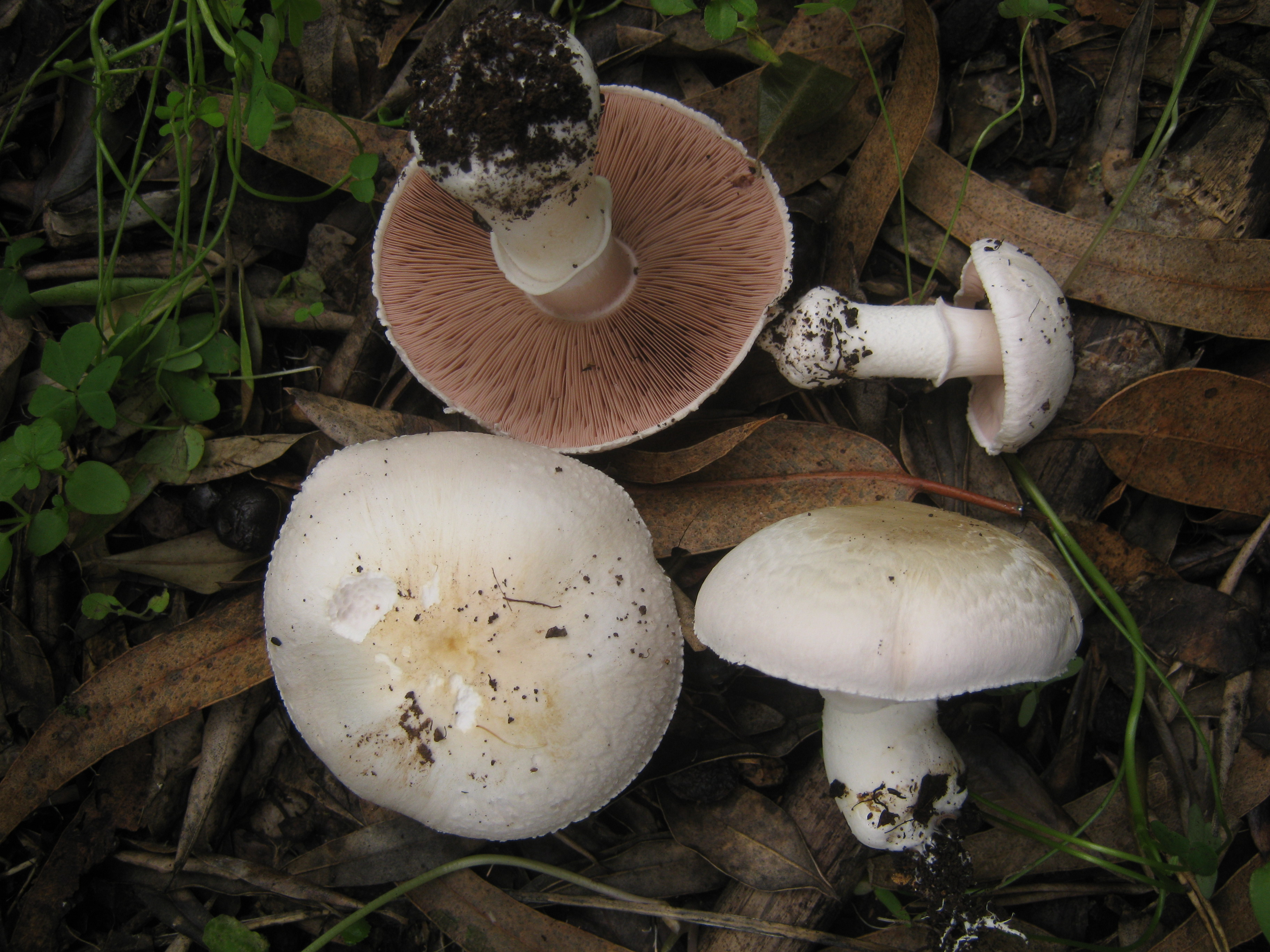
!!Agaricus bresadolanus!!
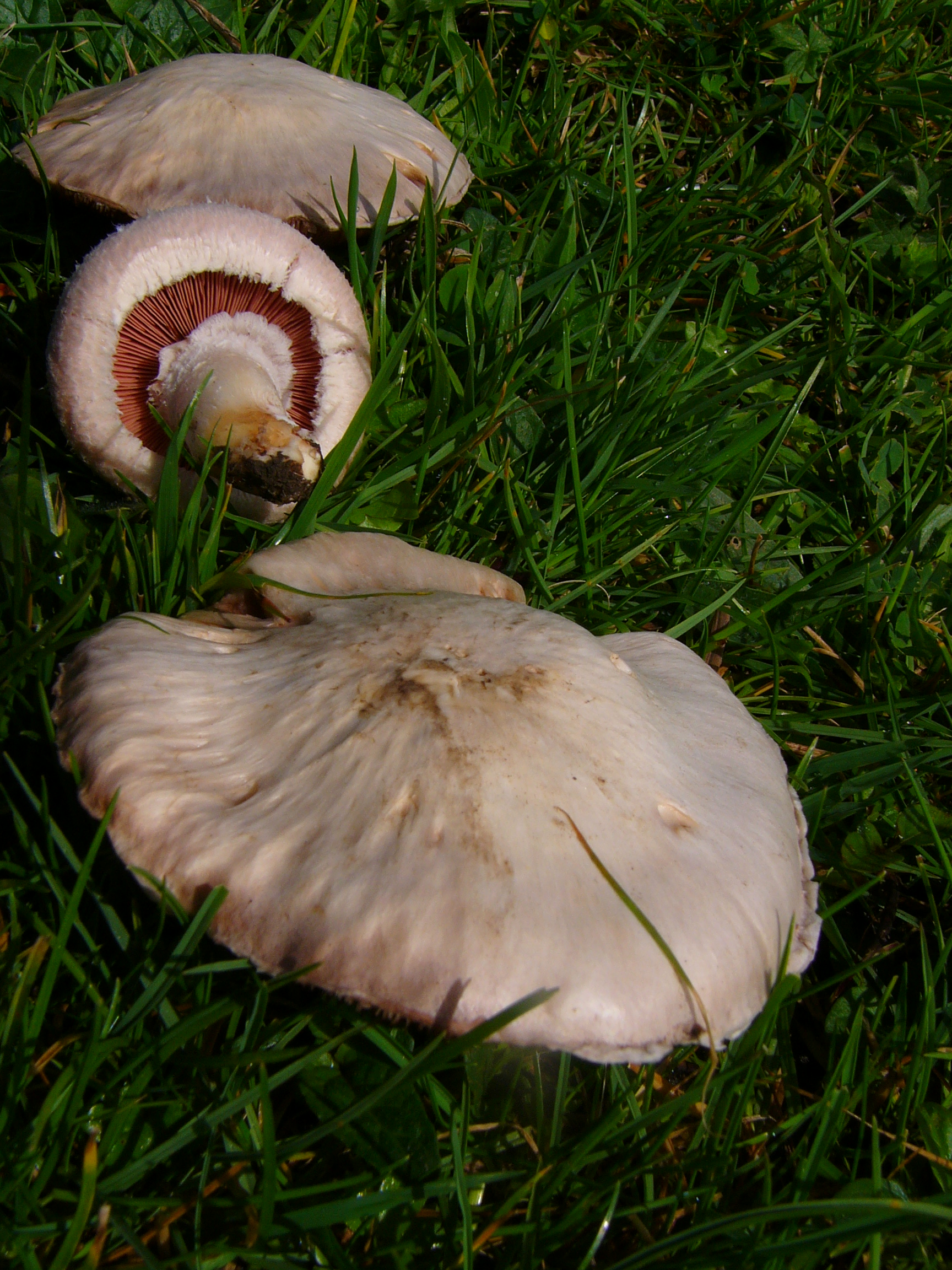
Agaricus campestris
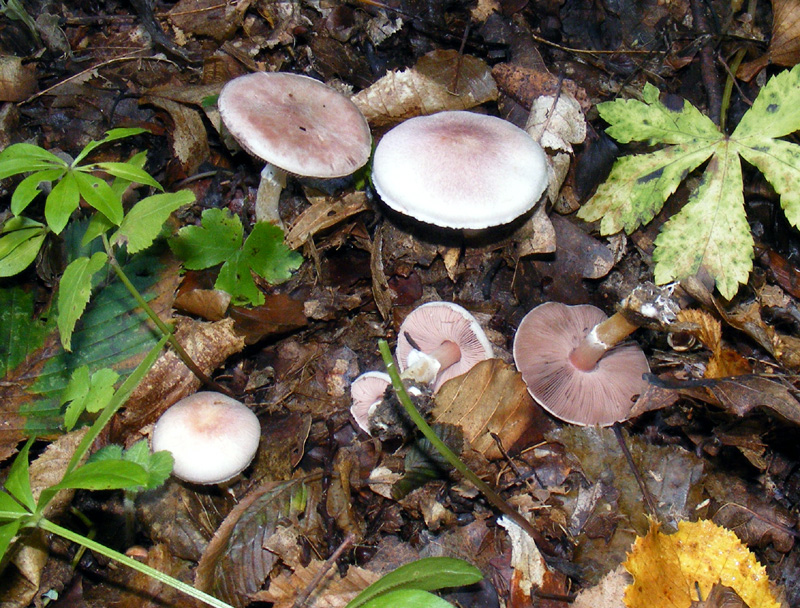
Agaricus dulcidulus

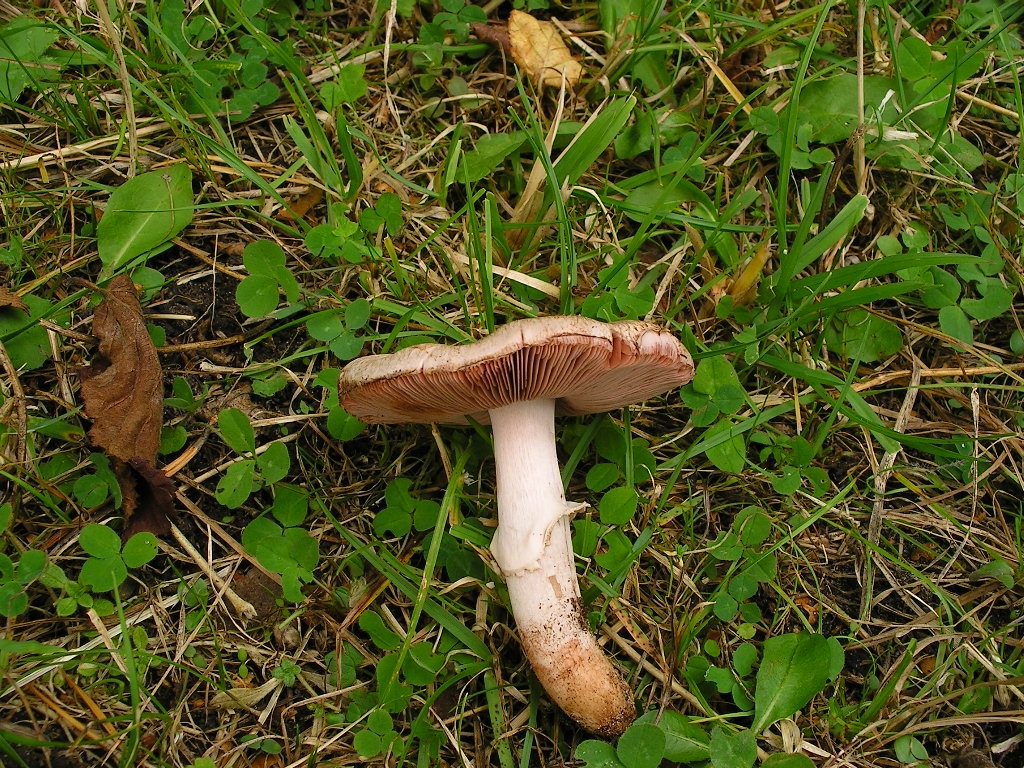
Agaricus langei sin. Agaricus mediofuscus
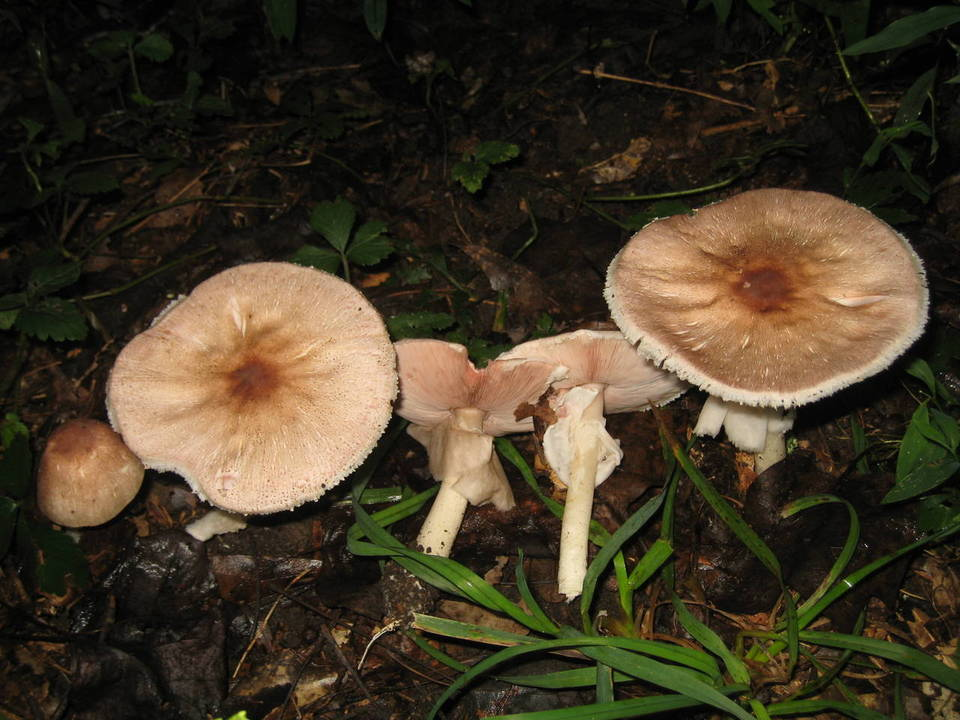
!!Agaricus.placomyces!!
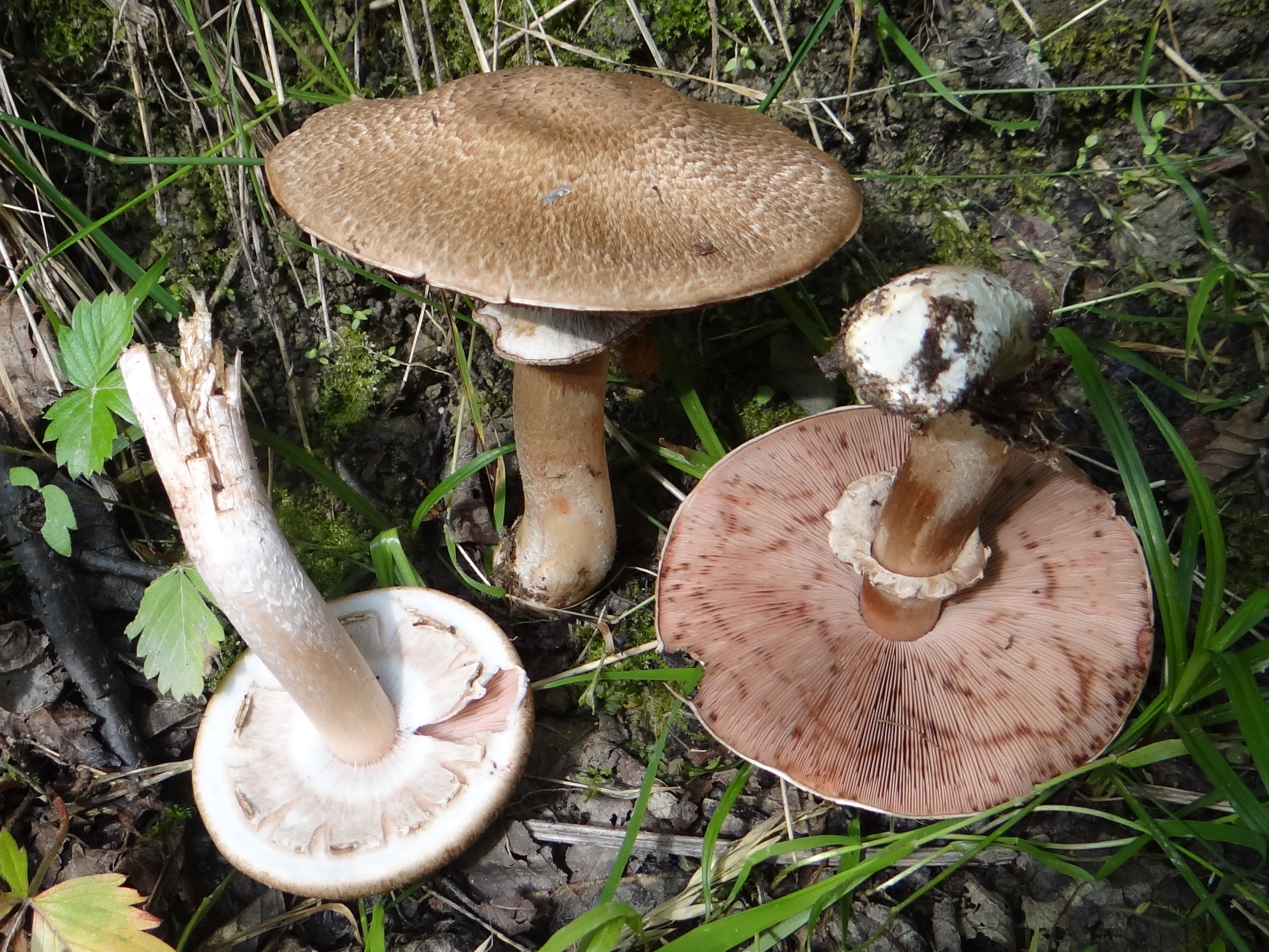
Agaricus silvaticus
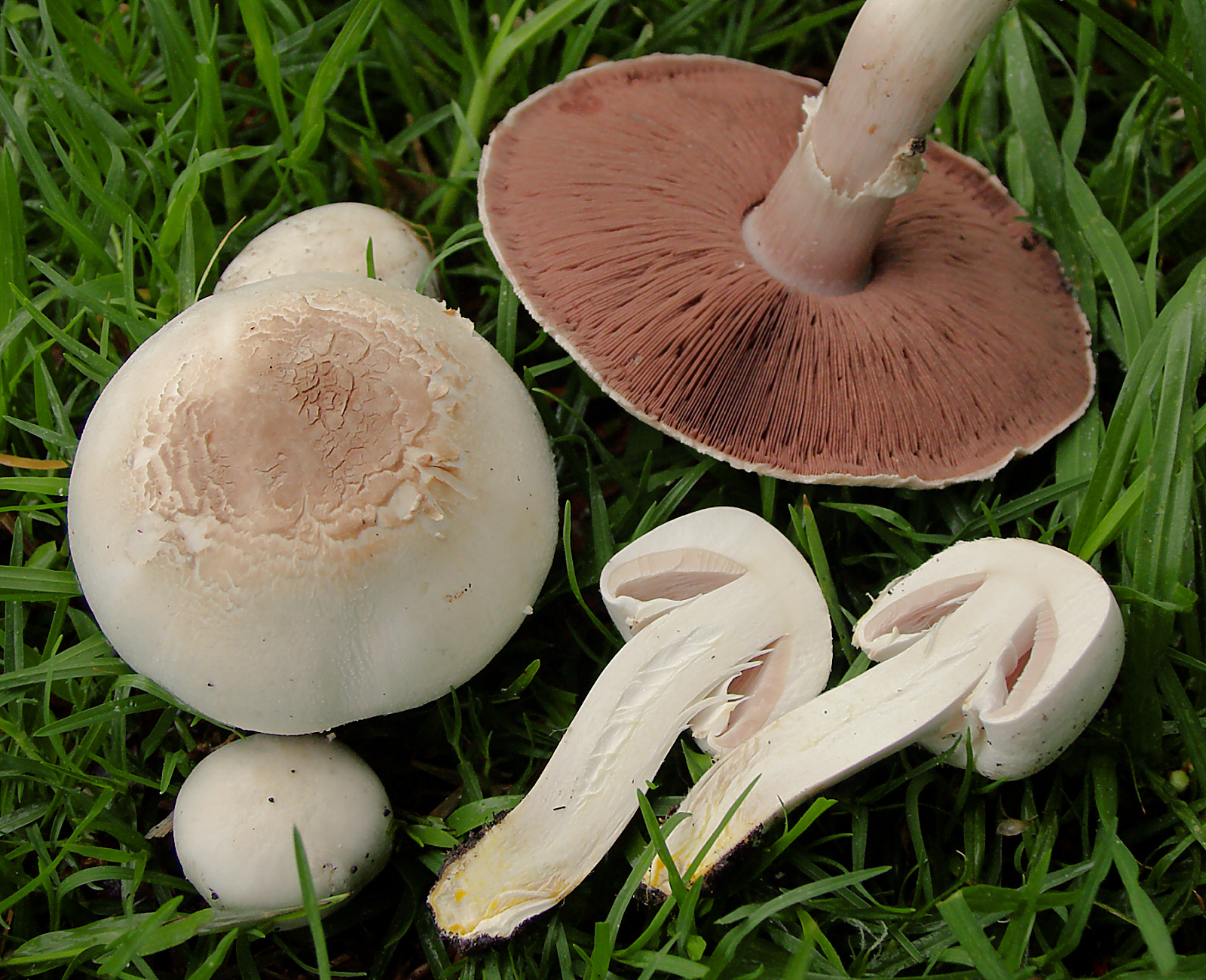
!!Agaricus xanthodermus!!
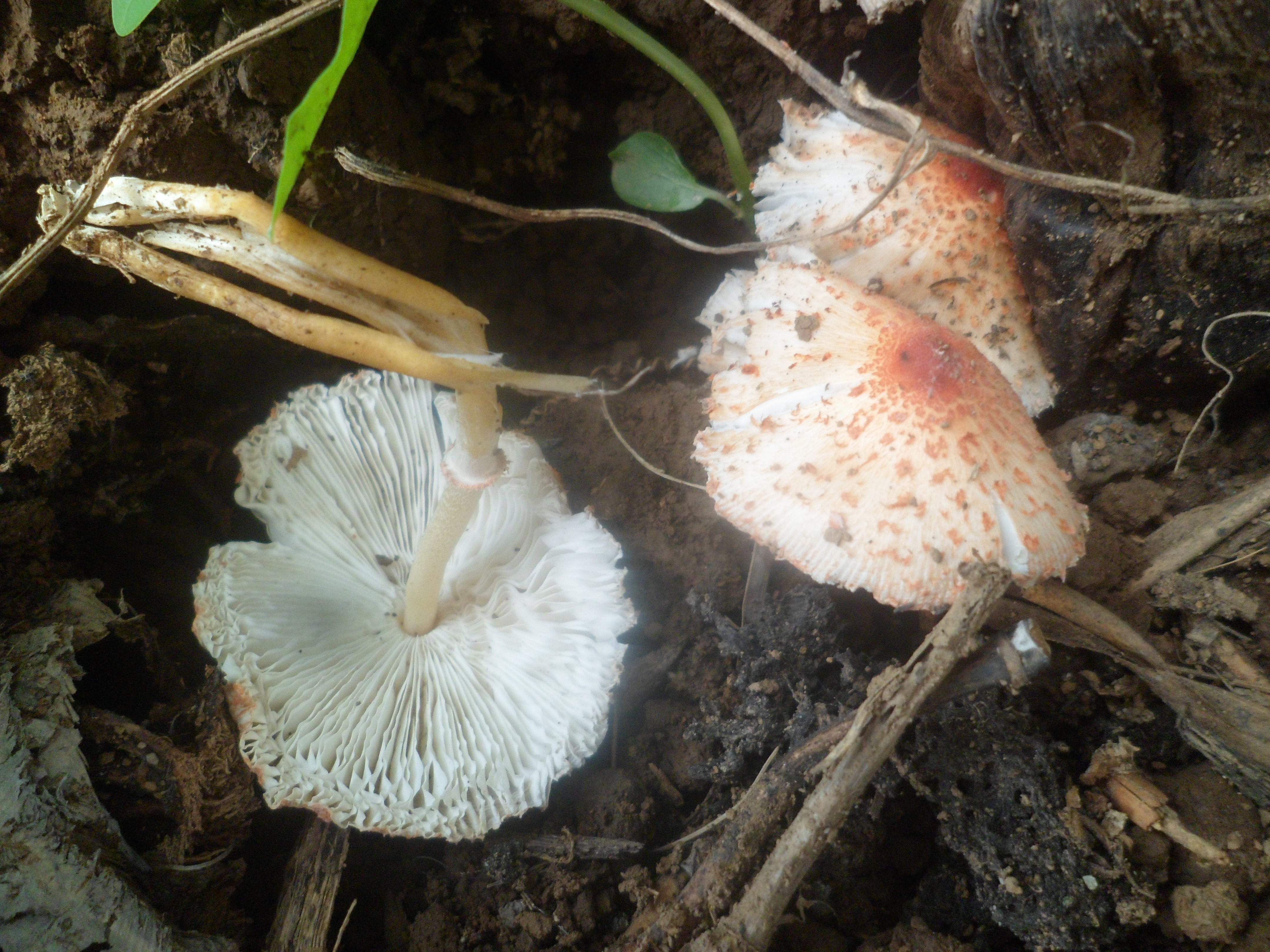
!!Lepiota cristata!!

## Valorificare
Agaricus comtulus este un burete gustos care poate fi consumat ca și surata lui mai mare Agaricus campestris fiert, prăjit, crud sau uscat, dar fiind forte rar, ar trebui să fie cruțat și lăsat la loc. 